# بنیاد (رمان)
بنیاد (به انگلیسی: Foundation) رمانی علمی-تخیلی، نوشتهٔ نویسندهٔ آمریکایی آیزاک آسیموف است. اولین کتاب از سه‌گانه بنیاد است. این سه‌گانه بعداً به مجموعه کتاب بنیاد تبدیل شد. بنیاد شامل پنج داستان کوتاهِ به‌هم‌وابسته است که در سال ۱۹۵۱ توسط انتشارات نوم به عنوان کتابی مستقل چاپ شد. در مجموعْ در آنها داستانِ روزهای اولِ بنیاد بیان می‌شود، موسسه‌ای که روان‌تاریخ‌دانی با نام هری سلدون پایه‌گذاری می‌کند تا از بهترین‌هایِ تمدن کهکشانی بعد از فروپاشی امپراتوری کهکشانی نگهداری شود.

## خاستگاه و تاریخچهٔ انتشار اولیه
چهار داستان از پنج داستان، قبلاً بین سالهای ۱۹۴۲ و ۱۹۴۴ در مجلهٔ «علمی-تخیلیِ شگفت‌آور» با عناوینی دیگر چاپ شده بودند.
بخشِ پنجمی، که از نظر ترتیب زمانیِ داستانی بخش اول محسوب می‌شود، برای چاپِ سال ۱۹۵۱ انتشارات نوم اضافه شد.
اندکی بعد دو کتابِ دیگر (هر کدام شامل دو رمان کوتاه) منتشر شدند و مجموعاً سه‌گانه‌ای را به وجود آوردند. بعدها آسیموف به آنها دو رمانِ دنباله و دو رمانِ پیش‌درآمد اضافه کرد. مجموعهٔ بنیاد معمولاً به عنوان یکی از بهترین کارهای او در نظر گرفته می‌شود (همراه با مجموعهٔ ربات‌ها که جهانی مشترک با هم دارند).

## پیشینه
آسیموف در اول اوت ۱۹۴۱ به جان کمپبل (سردبیر علمی-تخیلی شگفت‌انگیز) پیشنهاد می‌دهد که داستان کوتاهی دربارهٔ امپراتوری کهکشانی (بر اساس سقوط امپراتوری روم) بنویسد که به آرامی در حال زوال است. کمپبل از ایده خوشش می‌آید و در پایان نشستِ دو ساعته آسیموف مجموعه داستانهایی را طراحی می‌کند که سقوط امپراتوری کهکشانی اول و صعود دومی را به نمایش درمی‌آورند. آسیموف اولین «بنیاد» را در ۸ سپتامبر تحویل می‌دهد، کمپبل در ۱۵ سپتامبر آن را می‌خرد و شگفت‌آور در مِیِ ۱۹۴۲ چاپش می‌کند. آسیموف هفت داستان دیگرْ در طی هشت سال می‌نویسد، و آنها در سه‌گانهٔ بنیاد جمع می‌شوند.

## خلاصهٔ داستان

### روان‌تاریخ‌دانان
این بخش برای انتشار در کتاب (۱۹۵۱) نوشته شد. رویدادهایشْ در سالِ ۰ (صفر) ع.ب. (عصر بنیاد) رخ می‌دهند. داستان در ترانتور، پایتخت امپراتوری کهکشانی ۱۲/۰۰۰ ساله، شروع می‌شود. امپراتوریْ قدرتمند ولی به آرامی در حال فروپاشی‌ست. ریاضی‌دان و روانشناسی به نام هری سلدون رشته‌ای جدید در علم و روانشناسی ایجاد کرده: روان‌تاریخ؛ که با آن می‌توان رویدادهای آینده را در جوامع بزرگْ با فرمول‌های ریاضی پیش‌بینی کرد.
هری سلدون با استفاده از روان‌تاریخ به طبیعتِ در حال زوال امپراتوری پی برده، و خشم اعضایِ اشرافی کمیتهٔ امنیت عمومی، حاکمانِ حقیقیِ امپراتوری، را برانگیخته است. کمیته عقاید و گفته‌هایِ سلدون را خیانت‌آمیز می‌داند و او را همراه با ریاضی‌دانِ جوان گَل دورنیک (که برای دیدن سلدون به ترانتور آمده‌است) بازداشت می‌کند. سلدون توسط کمیته محاکمه می‌شود و از عقایدش دفاع می‌کند، نظریه‌ها و پیش‌بینی‌هایش را توضیح می‌دهد، از جمله اینکه امپراتوری در طی ۳۰۰ سال فرو می‌پاشد و واردعصرِ تاریکِ ۳۰/۰۰۰ ساله خواهد شد. سلدون به کمیته می‌گوید که جایگزینی برای این آینده در دسترس است، و توضیح می‌دهد که ایجاد چکیده‌ای از همه دانش بشری، دانشنامه کهکشانی، جلوی سقوطِ اجتناب‌ناپذیرِ امپراتوری را نمی‌تواند بگیرد ولی عصر تاریک را به هزار سال کاهش می‌دهد.
اعضای شکاک کمیته که نمی‌خواهند از سلدون شهیدی بسازند، به او پیشنهاد می‌دهند همراه با کسانی که در ایجادِ دانشنامه کمکش می‌کنند، به جهانی دوردست به نام ترمینوس تبعید شود. پیشنهادشان را می‌پذیرد، آمادهٔ خروجِ «دانشنامه‌نویسان» می‌شود، و فرمانی شاهنشاهی دریافت می‌کند که رسماً از اقداماتش قدردانی می‌کند. سلدون، دورنیک را در جریان می‌گذارد که گرچه امپراتوری فکر می‌کند با تبعید سلدون پیروز شده‌است، نتیجه دقیقاً همانی‌ست که او امیدوار بوده رخ دهد. ترمینوس خانهٔ بنیادِ اول خواهد بود و دومی در «پایان ستاره» برپا خواهد شد. علاوه بر این سلدون می‌گوید که مرگش فرارسیده و کسانی چون دورنیک رهبران بنیاد خواهند بود.

### دانشنامه‌نویسان
این بخشِ کتاب در واقع قبلاً با عنوان «بنیاد» در شمارهٔ ماه مِیِ علمی-تخیلیِ شگفت‌انگیز در سال ۱۹۴۲ منتشر شده بود. داستان در سال ۵۰ ع.ب. و در ترمینوس (که منابع معدنی ندارد) شروع می‌شود. منطقه‌ای مناسب برای ایجاد یک شهر بزرگ وجود دارد که نامش را شهر ترمینوس گذاشته‌اند. جرگهٔ متخصصین که خود را وقف ایجاد دانشنامه کرده‌اند توسط هیئت امنایِ بنیادِ دانشنامهٔ کهکشانی سرپرستی می‌شوند و تنها شامل دانشمندانی هستند با عنوان دانشنامه‌نویسان. امور شهر ترمینوس توسط سالوُر هاردین اداره می‌شود، او نخستین شهردار و سیاست‌مدارِ بی‌نفوذی‌ست که به خاطر توفقِ هیئت امنا تقریباً هیچ قدرتی ندارد. هاردین وضع موجود را نمی‌پذیرد و معتقد است که ترمینوس در معرض بهره‌برداری سیاسی همسایگانش قرار دارد: چهار بخش امپراتوری که اعلام استقلال کرده‌اند و رابطه‌شان را با ترانتور (پایتخت امپراتوری) قطع کرده‌اند و خود را چهار پادشاهی می‌نامند.
تلاش‌های هاردین با مقاومت هیئت امنا و رئیس آن لوئیس پیرن مواجه می‌شود که به اشتباه فکر می‌کنند در امانِ فرمان شاهنشاهی هستند. برای برداشتن این مانع هاردین و مشاور ارشدش، یوهان لی، کودتایی را برای برداشتن هیئت امنا از منصب سیاسی پرقدرتش طراحی می‌کنند. روز کودتا همان روزی‌ست که قرار است در طاقِ زمانِ شهر، ضبطی هولوگرافیک از هری سلدون پخش شود.
در روز موعود تصویر هولوگرافیک هری سلدون بر روی صندلی چرخدارش پخش می‌شود. او آشکار می‌کند که دانشنامهٔ کهکشانی در واقع برای ایجاد گمراهی بوده تا ایجاد مستعمره را امکان‌پذیر کند. هدف اصلی از بنیاد ایجاد هستهٔ امپراتوری کهکشانی دوم است و اینکه زمان هرج‌ومرج از سی هزار به فقط هزار سال برسد.
سخنان سلدون تأیید پیش‌بینی‌های هاردین است، راه حل بحرانِ پیش آمده روشن است. او موفق می‌شود که مانع حرکتِ پادشاهی آناکریان برای تأسیس پایگاه‌های نظامی در ترمینوس شود و برای این کار از نیروی هسته‌ای (که ترمینوس دارای آن ولی چهار پادشاهی فاقدش هستند) بهره می‌برد. هاردین موفق می‌شود که آناکریان را از اهداف اولیه‌اش منحرف کند و هدف خود را برای تأسیس یک سیستمِ باثبات سیاسی پیش ببرد.

### شهرداران
این بخشِ کتاب در واقع قبلاً در شمارهٔ ماه ژوئنِ علمی-تخیلی شگفت‌انگیز در سال ۱۹۴۲ با عنوان «لگام و زین» چاپ شده بود. تا سال ۸۰ ع.ب. هرچند بنیاد هنوز از امپراتوری کهکشانی جدا افتاده‌است ولی علمْ اهرمِ قابل‌توجهی را در مقابل چهار پادشاهی در اختیار ترمینوس قرار داده‌است. بنیاد فناوری خود را با چهار پادشاهی به اشتراک گذاشته ولی این کار را از طریق دینی ساختگی، کلیسای علم، انجام داده تا بر منطقه تسلط یابد. تکنسین‌هایِ نگهداریْ روحانیتِ کلیسا را تشکیل می‌دهند که در ترمینوس آموزش دیده‌اند. اکثریتِ کشیش‌ها خودشان از ماهیتِ واقعیِ دین بی‌خبرند و فناوری پیشرفته را سازه و ابزاری مقدس می‌دانند. این دین توسط نخبگان سکولارِ چهار پادشاهی (که یادآور حاکمان اروپای غربی در دورهٔ قرون وسطی هستند) سرکوب نشده و آنها از آن برای تحکیم قدرتشان بر عامهٔ معتقد استفاده می‌کنند.
سالوُر هاردین، در مقام شهردار ترمینوس حاکم تاثیرگذارِ بنیاد است و از زمان پیروزی سیاسی‌اش بر هیئت امنای دانشنامهٔ کهکشانی به‌طور مداوم به شهرداری انتخاب شده‌است. با این حال نفوذِ او توسط جنبش سیاسیِ جدیدی به رهبریِ عضو شورای شهر، سِف سرمَک، به چالش کشیده می‌شود. این جنبش در پیِ تأسیس حزبی به نام «حزب کنشگر» است و طرفداران بسیاری دارد و رهبرانِ آن با اقدام مستقیم علیهِ چهار پادشاهی موافقند و مخالف ادامهٔ کمکِ علمیِ به آنها هستند.

## شخصیت‌ها

### روان‌تاریخ‌دان‌ها
- هَری سِلدون، ریاضی‌دانی که روان‌تاریخ را ایجاد می‌کند
- گَل دورنیک، ریاضی‌دان و زندگینامه‌نویسِ سلدون
- جِریل، مأمور کمیتهٔ امنیت عمومی که دورنیک را تعقیب می‌کند
- لینگ چِن، رئیس کمیساریای امنیت عمومی و قاضی دادگاه سلدون
- لورس آواکیم، وکیل مدافعِ دورنیک

### دانش‌نامه‌نویسان
- سالوور هاردین، اولین شهردار ترمینوس
- آنسلم رودریک، سرباز و فرستادهٔ آناکریان به ترمینوس
- بور آلورین، روان‌شناس ترانتوریایی که سالوور هاردین را آموزش داد
- جورد فرا، عضو هیئت امنای دانشنامه
- لوئیس پیرِن، رئیس هیئت امنای دانشنامه
- لوندین کرست، عضو هیئت امنای دانشنامه
- لرد دوروین، وزیر امپراتوری
- توماز سات، عضو هیئت امنای دانشنامه
- یِت فولام، عضو هیئت امنای دانشنامه

### شهرداران
- سالوور هاردین، اولین شهردار ترمینوس
- سِف سرمک، عضو شورای شهر ترمینوس
- وینیس، نائب‌السلطنهٔ آناکریان و عموی پادشاه لئوپولد اول
- یوهان لی، اجراکنندهٔ کودتای سالوور هاردین و رازدار او
- لئوپولد اول، پادشاه جوان آناکریان
- پًلی وریساف، سفیر بنیاد و کاهن اعظم در آناکریان
- دُکُر والتو، فعال حزب عمل
- جِیم اورسی، فعال حزب عمل
- لِم تارکی، فعال حزب عمل
- لوی نوراست، فعال حزب عمل
- لوئیس بورت، فعال حزب عمل
- تئو آپورات، سرکشیش در سفینهٔ اصلی
- لِفکین، شاهزادهٔ آناکریان (پسر بزرگ وینیس)

### تاجران
- لیمار پانیِتس، تاجر بزرگ که گراف را در ازای یک مبدل آزاد می‌کند.
- اِسکِل گُراف، تاجر بزرگ و عامل بنیاد که در اِسکون به مرگ محکوم شده‌است.

### شاهزاده-بازرگانان
- هُبِر مَلو، تاجر بزرگ و اولین شاهزاده-بازرگان
- پابلیس مَنلیو، وزیر امور خارجهٔ بنیاد
- جُرِین سات، منشی شهردار بنیاد
- جِیم توور، عامل بنیاد در سفینهٔ مَلو

## بازخورد
طیف برخوردها با رمان اول شامل تحسین، تحقیر ملایم استقبال همراه با نقد برگزیده شدن در فهرست‌های انتخابی بوده است.
در سال ۱۹۶۶ سه‌گانه‌ی بنیاد عنوان «بهترین مجموعه‌ی همه‌ی زمان‌ها» را در هوگو به دست آورد، و در سال ۲۰۱۸ عنوان دیگری نصیب فصل «دانش‌نامه‌نویسان» در همان جایزه شد.

## یادداشت
1. ↑  این کتاب با عنوان ظهور امپراتوری کهکشانها (انتشارات شقایق، چاپ اول ۱۳۷۱) به ترجمه‌ی «محمد فیروزبخت» منتشر شده‌است.
2. ↑  یکی از منابع او برای این کار تاریخ انحطاط و سقوط امپراتوری روم نوشتهٔ ادوارد گیبون است.
3. ↑  اشاره به حکایت ازوپ «اسبی که آزادی‌اش را از دست داد» که گونه‌ای از آن توسط هاردین در اوج داستان بیان می‌شود.